# جاد الأخوي
جاد الأخوي (بالفرنسية: Jad Al-Akhaoui)‏ ويعرف أيضا باسم جاد أخوي، هو صحفي لبناني بارز، حاصل على شهادة البكالريوس في الإعلام من الجامعة اللبنانية الأميركية.

## مساره المهني
لقد قام جاد الأخوي خلال مسيرته المهنية بتغطية العديد من المناطق التي تشوبها الحروب والكوارث، حيث قام بتغطية الحرب اللبنانية الإسرائيلية في جنوب لبنان، بالإضافة إلى تغطيته الإعلامية للحرب على الإرهاب في أفغانستان، أجرى العديد من المقابلات مع بعض قادة الشرق الأوسط، وشارك في تغطية العديد من القمم العربية.
تم استشارة الأخوي في دمج المؤسسة اللبنانية للإرسال وصحيفة الحياة. تم استقدامه أيضًا كمستشار في محاولة لتجديد تلفزيون دبي.
شغل منصب مدير مشروع (بالإنجليزية: Quantum Communications)‏، وهي شركة اتصالات شقيقة لدى مجموعة ساتشي وساتشي. ثم انتقل إلى قناة سي إن بي سي عربية، حيث شغل منصب نائب الرئيس ورئيس قسم البرمجة والأخبار. ثم عمل كمستشار للمدير العام لقناة العربية وترأس مكتب قناة العربية في لبنان. تم تعيينه مستشارًا لوزير الثقافة والاتصالات في البحرين، وتم تكليفه بمهمة تجديد محطة التلفزيون المحلية. حصل الأخوي أيضًا على منصب المدير العام لـفرع وكالة هافاس في أبوظبي (بالإنجليزية: Havas, EuroRSCG Abu Dhabi)‏، واحدة من الشركات الرائدة عالمياً في خدمات الإعلانات والعلاقات العامة. السيد الأخوي هو حاليا مستشار وزير الإعلام في دولة الكويت.